# The Man In My Basement
The Man In My Basement es una próxima película de suspenso dirigida y escrita por Nadia Latif y basada en la novela del mismo nombre de Walter Mosley. Está protagonizada por Corey Hawkins, Willem Dafoe y Anna Diop.
La película está programada para estrenarse en Hulu.

## Elenco
- Corey Hawkins como Charles Blakey
- Willem Dafoe como Anniston Bennet
- Anna Diop como Narciss Gully

## Producción
En marzo de 2022, se anunció que se estaba desarrollando una adaptación de la novela de Walter Mosley titulada El hombre en mi sótano, con Nadia Latif haciendo su debut como directora y escribiendo el guion. Jonathan Majors había sido elegido como Charles Blakey y también se desempeñaría como productor ejecutivo.  En agosto de 2022, Willem Dafoe se unió al elenco de la película interpretando a Anniston Bennet. 
En 2023, tras el arresto de Majors en marzo de 2023 y las posteriores acusaciones de agresión, fue despedido de la película.  En enero de 2024, Corey Hawkins fue elegido para reemplazar a Majors.  En febrero, Anna Diop se unió al elenco de la película interpretando a Narciss Gully. 

### Rodaje
La fotografía principal comenzó el 30 de enero de 2024 en Cardiff, Gales. 